# Olympische Sommerspiele 2000/Teilnehmer (Österreich)
| Gelbes Symbol für Goldmedaillen mit stilisierten Olympischen Ringen | Graues Symbol für Silbermedaillen mit stilisierten Olympischen Ringen | Braundes Symbol für Bronzemedaillen mit stilisierten Olympischen Ringen |
| ------------------------------------------------------------------- | --------------------------------------------------------------------- | ----------------------------------------------------------------------- |
| 2                                                                   | 1                                                                     | —                                                                       |

Das Österreichische Olympische Comité (ÖOC) nominierte am 23. August 2000 92 Athleten (55 Männer und 37 Frauen) für die Teilnahme an den Olympischen Sommerspielen in Sydney. Das Team wurde am 31. August offiziell von Bundespräsident Thomas Klestil in der Hofburg verabschiedet.
Fahnenträger bei der Eröffnungsfeier war der Sportschütze Wolfram Waibel jr., welcher bei den Olympischen Sommerspielen 1996 in Atlanta je eine Silber- und Bronzemedaille gewann und damit Österreichs erfolgreichster Athlet war.

## Medaillen

### Medaillenspiegel
| Medaillenspiegel Österreich |                |                              |                           |                           |        |
| Platz                       | Sportart       | Goldmedaille – Olympiasieger | Silbermedaille – 2. Platz | Bronzemedaille – 3. Platz | Gesamt |
| 1                           | Segeln         | 2                            | -                         | –                         | 2      |
| 2                           | Leichtathletik | –                            | 1                         | -                         | 1      |
| Gesamt                      | Gesamt         | 2                            | 1                         | -                         | 3      |

### Medaillengewinner

#### Gold
| Christoph Sieber                       | Segeln | Windsurfen |
| Roman Hagara und Hans-Peter Steinacher | Segeln | Tornado    |

#### Silber
| Stephanie Graf | Leichtathletik | 800 m Frauen |

## Teilnehmer nach Sportart

### Beachvolleyball
- Nik Berger/Oliver Stamm: Aus im Achtelfinale

### Fechten
- Oliver Kayser
Degen, Herren (Einzel)
Degen, Herren (Team)
- Michael Ludwig
Florett, Herren (Einzel)
- Christoph Marik
Degen, Herren (Einzel)
Degen, Herren (Team)
- Andrea Rentmeister
Degen, Frauen (Einzel)
- Marcus Robatsch
Degen, Herren (Team) – Ersatz, kam nicht zum Einsatz
- Michael Switak
Degen, Herren (Einzel)
Degen, Herren (Team)
- Joachim Wendt
Florett, Herren (Einzel)

### Handball Damen
Nachdem bei den Olympischen Spielen 1996 kein österreichisches Handballteam antrat, führte der Teamtrainer Vinko Kandija 2000 wieder ein Damen-Nationalteam zu den Olympischen Sommerspielen.
Das Team erreichte den fünften Platz und setzte sich aus folgenden 15 Spielerinnen zusammen:
- Stanka Bozovic
- Tatyana Dzhandzhgava
- Birgit Engl
- Ausra Fridrikas
- Laura Fritz
- Tanja Logvin
- Ariane Maier
- Svetlana Mugoša-Antić
- Doris Meltzer
- Iris Morhammer
- Steffi Ofenböck
- Natascha Rusnachenko
- Barbara Strass
- Rima Sypkus
- Sorina Teodorovic

### Judo
- Franz Birkfellner
Herren, Halbschwergewicht (bis 100 kg)
- Patrick Reiter
Herren, Halbmittelgewicht (bis 81 kg)
- Christoph Stangl
Herren, Leichtgewicht (bis 73 kg):

### Kanu

#### Kanurennen
- Uschi Profanter
Frauen, Kajak-Einer 500 m: 8. Platz

#### Kanuslalom
- Manuel Köhler
Herren, Kajak-Einer: 6. Platz
- Helmut Oblinger
Herren, Kajak-Einer: 4. Platz
- Violetta Oblinger-Peters
Frauen, Kajak-Einer: 15. Platz

### Leichtathletik
- Klaus Ambrosch
Herren, Zehnkampf: 18. Platz
- Doris Auer
Frauen, Stabhochsprung: 9. Platz
- Michael Buchleitner
Herren, Marathon: 33. Platz
- Valentina Fedjuschina
Frauen, Kugelstoßen: 12. Platz
- Stephanie Graf 
Frauen, 800 m
- Gregor Högler
Herren, Speerwurf: 17. Platz in der Qualifikation
- Linda Horvath
Frauen, Hochsprung: 25. Platz in der Qualifikation
- Sigrid Kirchmann
Frauen, Hochsprung
- Martin Lachkovics
Herren, 100 m
Herren, 200 m
- Elmar Lichtenegger
Herren, 110 m Hürden
- Karin Mayr
Frauen, 100 m
Frauen, 200 m
- Susanne Pumper
Frauen, 5000 m
- Günther Weidlinger
Herren, 3000 m Hindernis: 8. Platz

### Radsport

#### Bahn
- Michaela Brunngraber
Frauen, Punktefahren: 15. Platz
- Roland Garber/Werner Riebenbauer
Herren, Madison: 5. Platz
- Franz Stocher
Herren, Punktefahren: 6. Platz

#### Straße
- Matthias Buxhofer
Herren, Straßenrennen: 51. Platz
- Gerrit Glomser
Herren, Straßenrennen: 41. Platz
- René Haselbacher
Herren, Straßenrennen
Herren, Einzelzeitfahren: 34. Platz
- Thomas Mühlbacher
Männer, Straßenrennen
- Peter Wrolich
Männer, Straßenrennen: 23. Platz

### Reiten
- Anton-Martin Bauer
Herren, Springen Einzel: 26. Platz
- Peter Gmoser
Herren, Dressur Einzel: 21. Platz
- Stefan Peter
Herren, Dressur Einzel: 38. Platz

### Rudern

#### Herren, Doppelvierer – 11. Platz
- Raphael Hartl
- Arnold Jonke
- Norbert Lambing
- Horst Nussbaumer

#### Herren, LG-Vierer ohne – 9. Platz
- Helfried Jurtschitsch
- Martin Kobau
- Wolfgang Sigl
- Bernd Wakolbinger
- Sebastian Sageder – Ersatzmann, kam nicht zum Einsatz

### Schießen
- Thomas Farnik
Herren, Luftgewehr 10 m: 18. Platz
Herren, Kleinkaliber Dreistellungskampf 50 Meter: 12. Platz
Herren, Kleinkaliber liegend 50 Meter: 44. Platz
- Monika Haselsberger
Frauen, Luftgewehr 10 m: 9. Platz
- Mario Knögler
Herren, Luftgewehr 10 m: 9. Platz
Herren, Kleinkaliber Dreistellungskampf 50 Meter: 9. Platz
Herren, Kleinkaliber liegend 50 Meter: 9. Platz
- Wolfram Waibel junior
Herren, Luftgewehr 10 m: 18. Platz
Herren, Kleinkaliber Dreistellungskampf 50 Meter: 12. Platz

### Schwimmen
| Herren               | Herren              | Herren |
| -------------------- | ------------------- | ------ |
| Hannes Kalteis       | 400 m Freistil      | 42.    |
| Hannes Kalteis       | 1500 m Freistil     | 25.    |
| Maxim Podoprigora    | 200 m Brust         | 11.    |
| Markus Rogan         | 100 m Rücken        | 33.    |
| Markus Rogan         | 200 m Rücken        | 27.    |
| Patrick Schmollinger | 100 m Brust         | 22.    |
| Michael Windisch     | 200 m Schmetterling | 28.    |
| Michael Windisch     | 200 m Lagen         | 27.    |
| Michael Windisch     | 400 m Lagen         | 26.    |
| Frauen               |                     |        |
| Judith Draxler       | 50 m Freistil       | 31.    |
| Judith Draxler       | 100 m Freistil      | 27.    |
| Elvira Fischer       | 100 m Brust         | 24.    |
| Elvira Fischer       | 200 m Brust         | 19.    |
| Petra Zahrl          | 200 m Schmetterling | 23.    |

### Segeln
| Männer                | Männer               | Männer |
| --------------------- | -------------------- | ------ |
| Andreas Geritzer      | Laser                | 5.     |
| Christoph Sieber      | Windsurfen (Mistral) | 1.     |
| Frauen                |                      |        |
| Denise Cesky          | Europe               | 20.    |
| Offen                 |                      |        |
| Roman Hagara          | Tornado              | 1.     |
| Hans-Peter Steinacher | Tornado              | 1.     |

### Taekwondo
- Tuncay Çalışkan
Herren, Leichtgewicht: 4. Platz

### Tennis
| Damen – Einzel    | Damen – Einzel |
| ----------------- | -------------- |
| Sylvia Plischke   | 1. Runde       |
| Barbara Schett    | Viertelfinale  |
| Patricia Wartusch | 2. Runde       |
| Damen – Doppel    |                |
| Barbara Schett    | 1. Runde       |
| Patricia Wartusch | 1. Runde       |

### Tischtennis
| Herren – Einzel | Herren – Einzel |
| --------------- | --------------- |
| Ding Yi         | 33. Platz       |
| Werner Schlager | Viertelfinale   |
| Herren – Doppel |                 |
| Karl Jindrak    | Viertelfinale   |
| Werner Schlager | Viertelfinale   |
| Frauen – Einzel |                 |
| Liu Jia         | 17. Platz       |
| Frauen – Doppel |                 |
| Judit Herczig   | 17. Platz       |
| Liu Jia         | 17. Platz       |

### Triathlon
- Johannes Enzenhofer
Herren: 29. Platz

### Wasserspringen
- Richard Frece
Herren, 3-m-Brett: 31. Platz
- Anja Richter-Libiseller
Frauen, Turm (Einzel): 7. Platz
- Marion Reiff
Frauen, Turm: 37. Platz
- Anja Richter Libiseller/Marion Reiff
Frauen, Turm Doppel: 4. Platz